# 安庆宗
安庆宗（8世纪—756年），唐朝官员，安禄山的长子。
安禄山有十一子：长子安庆宗為太仆卿；少子安庆绪為鴻臚卿，安慶長為祕書監。唐玄宗賜安慶宗娶宗室女榮義郡主，手詔安祿山前来觀禮，安祿山以病推辭。
七日后，長安傳來安祿山造反的消息，唐玄宗在華清宮，回到長安，斬殺安慶宗，將安祿山正妻康氏賜死，榮義郡主也被賜死。
天宝十四载（755年）十二月，安禄山军渡河至陈留郡，河南节度使张介然城陷战死，传首河北。安禄山的次子安庆绪在陳留见诛杀安庆宗的榜文，哭着告知安禄山，安禄山在车中两手抚胸，大哭数声，说：「我何罪！我儿子何罪，为什么殺了他！」于是狂怒，把俘獲的官军全部诛杀，死者六七千人。
攻下长安后，安祿山为安慶宗报仇，杀害霍國長公主、諸王妃妾、子孫姻婿等百餘人作為人牲，祭祀安慶宗。跟随玄宗到益州錦官的大臣，其留居長安的親人大多被禄山族誅。

## 資料來源
- 《旧唐书》安禄山传
- 《新唐书》安禄山传